# Sáo mặt vàng
Sáo mặt vàng (danh pháp hai phần: Mino dumontii) là một loài chim thuộc Họ Sáo. Chúng được tìm thấy ở New Guinea và các đảo nhỏ gần đó.
Môi trường sống tự nhiên của loài là rừng đất thấp ẩm cận nhiệt đới hoặc nhiệt đới. Trước đây, loài này bao gồm cả sáo đuôi dài như một phân loài.
Chúng sinh sống theo bầy đang và ăn tạp. Chế độ ăn uống của chúng thường bao gồm côn trùng và trái cây. Hầu hết các cá nhân có bộ lông đen tối ánh kim loại.